# Grallaria kaestneri
Grallaria kaestneri là một loài chim trong họ Grallariidae.